# Vilmos Ágel
Vilmos Ágel (* 11. Februar 1959 in Budapest) ist ein Germanist und Sprachwissenschaftler.

## Leben
Ágel studierte 1978–1984  an der Eötvös-Loránd-Universität (ELTE) Germanistik, Lusitanistik und Geographie für das Lehramt an Gymnasien. 1988 promovierte er mit der Arbeit „Überlegungen zur Theorie und Methode der historisch-synchronen Valenzsyntax und Valenzlexikographie“ an der ELTE Budapest; 1997 habilitierte er sich mit der Venia legendi „Ars grammaticae“ ebenfalls an der ELTE Budapest.
Von 2000 bis 2004 war Ágel Professor am Germanistischen Institut der Universität Szeged, seit 2004 hat er die Professur für Germanistische Sprachwissenschaft und Systemorientierte Linguistik an der Universität Kassel inne.
Ebenfalls seit 2004 ist Ágel Mitherausgeber der Zeitschrift für Germanistische Linguistik (ZGL).

## Forschung
Forschungsschwerpunkte Ágels sind Syntaxtheorie, Sprachgeschichte des Deutschen, Junktionstheorie sowie Nähe- und Distanzsprache.
Ein wichtiges Projekt unter seiner Leitung ist die Neuhochdeutsche Grammatik (1650–2000), die letzte noch fehlende Sprachstufengrammatik des Deutschen.
Insbesondere im Bereich der Valenztheorie gehört Ágel zu den führenden Wissenschaftlern und hat mit seiner Valenztheorie ein Standardwerk vorgelegt.

## Auszeichnungen
- Verleihung des Friedrich-Wilhelm-Bessel-Forschungspreises der Alexander von Humboldt-Stiftung (2004)

## Schriften
Monographien
- Grammatische Textanalyse. Textglieder, Satzglieder, Wortgruppenglieder. De Gruyter, Berlin u. a. 2017, ISBN 978-3-11-036090-5.
- Valenztheorie. Narr, Tübingen 2000, ISBN 3-8233-4978-3.

Herausgeberschaften
- mit Mathilde Hennig: Nähe und Distanz im Kontext variationslinguistischer Forschung (= Linguistik – Impulse & Tendenzen. 35). De Gruyter, Berlin u. a. 2010, ISBN 978-3-11-022086-5.
- mit Mathilde Hennig: Zugänge zur Grammatik der gesprochenen Sprache (= Reihe Germanistische Linguistik. 269). Niemeyer, Tübingen 2007, ISBN 978-3-484-31269-2.
- mit Mathilde Hennig: Grammatik aus Nähe und Distanz. Theorie und Praxis am Beispiel von Nähetexten 1650–2000. Niemeyer, Tübingen 2006, ISBN 3-484-64033-2.
- mit Ludwig M. Eichinger, Hans-Werner Eroms, Peter Hellwig, Hans Jürgen Heringer, Henning Lobin: Dependenz und Valenz. Ein internationales Handbuch der zeitgenössischen Forschung. = Dependency and Valency. An International Handbook of Contemporary Research. De Gruyter, Berlin u. a. 2003–2006;
  - Halbband 1: (= Handbücher zur Sprach- und Kommunikationswissenschaft. 25, 1). 2003, ISBN 3-11-014190-6;
  - Halbband 2: (= Handbücher zur Sprach- und Kommunikationswissenschaft. 25, 2). 2006, ISBN 3-11-018750-7.

Aufsätze
- Brisante Gegenstände. Zur valenztheoretischen Integrierbarkeit von Konstruktionen. In: Stefan Engelberg, Meike Melisss, Kristel Proost, Edeltraut Winkler (Hrsg.): Argumentstruktur zwischen Valenz und Konstruktionen (= Studien zur deutschen Sprache. 68). Narr Francke Attempto, Tübingen 2015, ISBN 978-3-8233-6960-8, S. 61–87.
- Grammatik und Literatur. Grammatische Eigentlichkeit bei Kehlmann, Timm, Liebmann, Handke, Strittmatter und Ruge. In: Claudia Brinker-von der Heyde, Nina Kalwa, Nina-Maria Klug, Paul Reszeke (Hrsg.): Eigentlichkeit. Zum Verhältnis von Sprache, Sprechern und Welt. De Gruyter, Berlin u. a. 2015, ISBN 978-3-11-033544-6, S. 159–174.
- Bastian Sick und die Grammatik. Ein ungleiches Duell. In: Informationen Deutsch als Fremdsprache. Band 35, Nr. 1, 2008, S. 64–84, (Digitalisat).
- Syntax des Neuhochdeutschen bis zur Mitte des 20. Jahrhunderts. In: Werner Besch, Anne Betten, Oskar Reichmann, Stefan Sonderegger (Hrsg.): Sprachgeschichte. Ein Handbuch zur Geschichte der deutschen Sprache und ihrer Erforschung (= Handbücher zur Sprach- und Kommunikationswissenschaft. 2, 2). Teilband 2. 2., vollständig neu bearbeitete und erweiterte Auflage. De Gruyter, Berlin u. a. 2000, ISBN 3-11-015882-5, S. 1855–1903.